# Orosz Gellért
Orosz Gellért (Jászladány, 1919. szeptember 26. – Budapest, 2002. február 28.) festő, Orosz Balázs festő édesapja.

## Pályafutása
1942 és 1949 között a Magyar Képzőművészeti Főiskola hallgatója volt, ahol Szőnyi István és Barcsay Jenő tanította. 1949-től 1952-ig mint tanársegéd működött Barcsay mellett a Magyar Képzőművészeti Főiskolán. Az 1940-es évek első felében készítette első nonfiguratív műveit, az évtized végétől pedig az ún. Négyesfogat tagja volt. Társaival, Nuridsány Zoltánnal, Jánossy Ferenccel és Sugár Gyulával közösen próbálták összehangolni a modern művészetet és a szocreált. 1945 és 1948 között került közelebbi kapcsolatban Gyarmathy Tihamérral, Jánossy Ferenccel pedig többször állítottak ki a Fényes Adolf Teremben. 1957-ben absztrakt képeket mutatott be a Tavaszi Tárlaton. 1961-1962-ben a Kassák-kör összejöveteleit rendszeresen látogatta. 1964-ben kiállított a prágai Manes-klubban és Pozsonyban (Malá Scéna SND) a „9 festő – Magyar nonfiguratív alkotások” című kiállításon. Első önálló kiállítását a római a Galleria Testában rendezte.

## Díjak
- 1978: az Italia 2000 kiállítás ezüstérme, Nápoly.

## Egyéni kiállítások
- 1947 • Szabadművelődési Felügyelőség [Sugár Gyulával, Ridovics Ferenccel] Pécs
- 1949 • Fényes Adolf Terem, Budapest [Jánossy Ferenccel, Nuridsány Zoltánnal, Sugár Gyulával]
- 1951 • Pamuttextil Művek Kultúrház [Jánossy Ferenccel, Nuridsány Zoltánnal, Sugár Gyulával]
- 1969 • G. Testa, Róma
- 1996 • Rejtőzködő igazság, Csontváry Terem, Pécs-Körmendi Galéria, Budapest
- 1999 • Budapesti Art Expo, Körmendi Galéria, Budapest
- 2000 • Vigadó Galéria, Budapest
- 2003 • Mű-Terem Galéria, Budapest.

## Válogatott csoportos kiállítások
- 1946 • Képzőművészeti Főiskola Ifjúsági Köre Karácsonyi kiállítása
- 1947 • II. Szabad Nemzeti kiállítás, Fővárosi Képtár, Budapest
- 1948 • Kossuth Lajos Kollégium, Medikus Kör • A Képzőművészeti Főiskola növendékei, Szabadművelődési Felügyelőség, Pécs • Munkaverseny-kiállítás, Budapest
- 1950-1968 • 1-10. Magyar Képzőművészeti kiállítás, Műcsarnok, Budapest
- 1951 • A magyar katona a szabadságért, Fővárosi Képtár, Budapest
- 1957 • Tavaszi Tárlat, Műcsarnok, Budapest
- 1961 • Országos Korányi TBC Intézet, Budapest
- 1964 • Magyar nonfiguratív művészek, Mánes Klub, Prága, Malá Scená • SLD, Pozsony
- 1985 • Peintres modernes, Galerie Boréal, Cagnes-sur-Mer
- 1987 • Künstlergemeinschaft DunapART, Kunsthalle, Tübingen
- 2001 • Kortárs Magyar Művészet a Körmendi-Csák Gyűjteményben, Tallinn
- 2004 • Körmendi Galéria, Budapest • Kovács Máté Városi Művelődési Központ és Könyvtár
- 2006 • Kassa, Vychodoslovenska Galéria (Körmendi-Csák Gyűjtemény kiállítása) • Pilsen, Zapadoceska Galéria (Körmendi-Csák Gyűjtemény kiállítása).